# کریستین مورا (بازیکن فوتبال)
کریستین مورا (انگلیسی: Christian Mora؛ زادهٔ ۳۱ دسامبر ۱۹۹۷) بازیکن فوتبال اهل ایتالیا است.
از باشگاه‌هایی که در آن بازی کرده‌است می‌توان به باشگاه فوتبال آتالانتا اشاره کرد.